# Vangioni
I Vangioni apparvero la prima volta come una tribù germanica di dubbia provenienza. Affidarono il proprio destino ad Ariovisto nel suo tentativo del 58 a.C. di invadere la Gallia attraversando la valle di Doubs, e venendo sconfitti da Giulio Cesare in una battaglia nei pressi probabilmente di Belfort. Dopo che alcuni Celti evacuarono la regione temendo i Suebi, ai Vangioni, che avevano stipulato la pace con i Romani, venne permesso di insediarsi tra i Mediomatrici stanziati nell'Alsazia settentrionale. In ogni caso Metz si trova oggi in Lorena. Gradatamente assunsero il controllo della città celtica di Burbetomagus, in seguito nota come Worms.
L'imperatore Augusto li tenne come alleati, con l'intenzione di invadere la Germania attraversando questa regione tra il Reno ed il Danubio. Druso maggiore fece costruire due fortezze tra i Vangioni, castrum Moguntiacum (13 a.C., conosciuta in seguito come Magonza) e una di nome sconosciuto (14 a.C.) presso Worms. Le truppe dei Vangioni vennero inserite nell'esercito romano. Quando si cambiò idea in seguito alla battaglia della foresta di Teutoburgo, e i Germani vennero poi massacrati da Germanico e abbandonati per decisione di Tiberio, i Vangioni vennero usati come guarnigione di servizio, essendo attestati alcuni decenni più tardi sul lontano confine scozzese del Vallo di Adriano, nel nord della Britannia.
I Vangioni della Germania superiore mantennero la loro posizione fin dalla nascita della provincia stessa. Durante la Repubblica Romana non vennero inclusi tra i Belgi, un'alleanza tra tribù germaniche celtizzate della Francia nord-orientale. Nei primi anni dell'impero il nome venne allargato dai Romani per comprendere tutti i Germani celtizzati della Francia settentrionale (gli antenati dei Franchi), tra cui si trovavano i Vangioni.
Nel tardo impero quello che restava della Germania Superiore venne diviso in "Prima Germania" e "Seconda Germania". La prima comprendeva i Vangioni, Worms e Magonza. La loro identità scomparve di colpo quando la regione venne invasa dagli Alemanni divenendo Alisatia. I Vangioni si fusero quindi con gli Alemanni. Solo alcuni nomi nei pressi di Worms ricordano la presenza dei Vangioni, come ad esempio il titolo di Vescovo dei Vangioni. Il destino delle truppe dei Vangioni in Britannia non è certo. Secondo alcuni sarebbero diventati una tribù scozzese (adoratori di Mogons), ma è solo un'ipotesi.

## Etnonimo
Tre punte di lancia rinvenute nelle paludi di Illerup e Vimose, in Danimarca, riportano inciso il nome runico del loro creatore: Wagnijo, che si crede aver abitato la regione di Magonza. Nel 50 Vannio, re dei Suebi, venne detronizzato in favore dei nipoti Vangio e Sido. L'identificazione del nome Vangio (pronunciato Wangio) e Wagnijo permette di ricostruire il nome originale dei Vangioni come *Wagniones.
Una radice che sembra corrispondere è *wegh-, "spostare, guidare". In realtà esistono numerosi termini che derivano da questa radice, per cui l'interpretazione del nome porta a varie possibilità.
Le iscrizioni britanniche che narrano delle truppe dei Vangioni ci dicono che metà di loro vennero reclutati nella cavalleria romana. Uno dei significati che potrebbero derivare da *wegh- è quello di "guidatori di cavalli" o "cavalieri". Tra le altre possibilità si trovano "guidatori di carri" (ma non ci sono citati carri nelle fonti) e "capi" (ma l'intera tribù non aveva particolari forme di comando, anche se un singolo uomo avrebbe potuto averla). "Cavalieri" o "domatori di cavalli" è una nomenclatura comune nelle prime lingue indoeuropee, e potrebbe essere stato assegnato al popolo che allevava cavalli per usarli o per commerciarli.
Alcuni ipotizzano che il nome derivi da *Wagnijo, capo dei Suebi, il che supporterebbe l'idea che i Vangioni erano a capo dei Suebi. L'ipotesi, comunque, manca di logica, visto che presupporrebbe che i nomi maschili venissero usati per dare il nome alle tribù, mentre di solito non era così.

## Storia

### Giulio Cesare
I Vangioni vengono citati da Giulio Cesare nel De bello Gallico come unità tra le copiae ("forze") di Ariovisto. Secondo gli informatori celtici di Cesare, Ariovisto apparve quale capo dei Germani che si insediarono nella terra degli Edui (l'alta Loira) fornendo supporto ad un'avanguardia di 15 000 persone impegnata nella battaglia di Admagetobriga nel 61 a.C. I Germani vennero invitati inizialmente dai Celti a partecipare alla soluzione dei loro problemi. Continuarono ad attraversare il Reno finché, nel 58 a.C., ben 120 000 di loro (cifre di Cesare) furono in Gallia.
Cesare non dice che i Vangioni facevano parte dei 120 000, ma è implicito. Non dice neanche espressamente che i Vangioni erano Germani, ma i 120 000 lo erano, e Cesare parla in seguito delle copiae di Ariovisto come di Germani. Cesare non indica il luogo di provenienza dei popoli di cui parla, tranne il fatto di specificare che provenivano dall'altra sponda del Reno. Inoltre non specifica cosa accadde ai Vangioni ed alle altre tribù che avevano attraversato il fiume in seguito alla sconfitta di Ariovisto.

### Plinio il Vecchio
Plinio il Vecchio inserì nel Naturalis historia una descrizione geografica che si basa sui lavori di Varrone, vissuto nella fase finale della Repubblica Romana e contemporaneo di Cesare, ed Agrippa, vissuto nella generazione successiva a quella di Cesare. Attraverso Plinio questi due autori ci hanno tramandato importanti informazioni sulla Gallia e sulle tribù germaniche che la abitavano.
Cesare descrisse la Gallia pre-romana ed alcune modifiche che egli stesso apportò. I Belgi (da cui il nome Belgio) del suo tempo abitarono la sponda sinistra del basso Reno, ed erano considerati Celti di origine germanica. Nell'opera di Plinio il Belgae romano si estende lungo il Reno da Schelda all'alta Senna; ovvero fino alla Svizzera, ed include molte tribù non citate da Cesare, alcune delle quali sono germaniche. Per l'Alsazia propone una lista doppia, una di Celti ed una di Germani.
Due confini conosciuti sono segnati dai Treveri che sappiamo aver vissuto nei pressi di Treviri, e dagli Elvezi che abitavano la Svizzera. La lista dei Celti compresi tra questi due punti era rappresentata da Lingoni, Remi, Mediomatrici, Sequani e Raurici. La lista dei Germani che Plinio descrive come
è composta da Nemeti, Triboci e Vangioni.
Dal momento che i Remi erano più ad occidente, vicino alle Ardenne, ed anche i Lingoni stavano ad ovest, vicino a Langres (che prende il nome da loro), si crede che i Vangioni abitassero la regione di Mediomatrici, ma come ci arrivarono? Le tre tribù facevano parte delle forze di Ariovisto. Apparentemente Cesare non distrusse tutte le popolazioni germaniche che fuggirono attraverso il Reno. Probabilmente inseguì solo i resti dei Suebi. Disse che alcune tribù si guadagnarono il suo favore attaccando i Suebi per propria iniziativa. Molto probabilmente i Vangioni ricevettero favori per questo, e gli venne concesso dai Romani il permesso di insediarsi sulla riva sinistra del Reno tra i Mediomatrici. Erano ancora identificabili come Germani.

### Strabone
Il Geografia di Strabone, databile al primo periodo imperiale, cita la sconfitta di Varo nella battaglia della foresta di Teutoburgo, ma non parla dei Vangioni. Una delle due sezioni che trattano dell'Alsazia, quella che parla dei Germani, non cita altre tribù oltre a quella del Suebi. L'Alsazia-Lorena viene trattata principalmente nella sezione sulla Gallia e descrive la regione come si presentava prima che Ariovisto conducesse la sua spedizione oltre il Reno.
Tra Elvezi e Treveri, attorno a Treviri, Strabone elenca i Sequani, i Mediomatrici (attorno a Metz), i Leuci ed i Lingoni. Nello stato dei Mediomatrici si trovano i Tribocchi, Germani che hanno attraversato il Reno. Resta incerto il motivo per cui i Vangioni non siano stati citati. Forse Strabone si basava su fonti più antiche, che descrivevano l'Alsazia pre-Ariovisto, e già conosceva la sconfitta di Varo. I Vangioni non erano neanche in Germania.

### Lucano
Marco Anneo Lucano fu un poeta vissuto all'inizio dell'era imperiale, che scelse di eternare in versi le guerre civili, iniziando il Pharsalia con una famosa prima riga che le definisce "guerre incivili" (bella ... plus quam civilia, "guerre oltre il civile"). Nel Libro I elenca poeticamente tutti i barbari che non ebbero problemi con i Romani, essendo stati chiamati a combattere le "guerre incivili", tra cui si trovano
(Lucano, Pharsalia, 430)
Lucano non considerava i Vangioni come nostri. Notava invece una rassomiglianza con i Sarmati a causa dei larghi pantaloni, ma è difficile dire se si tratti delle stesse bracae dei Galli. In generale i pantaloni servivano originariamente per proteggere i cavalieri (o le donne). La connessione è interessante visto che i *wagniones hanno un nome simile ad una delle prime tribù sarmate citate da Erodoto. Al momento non ci sono prove per dimostrare questo fatto.

### Tacito
I Vangioni sono ben descritti nelle opere di Tacito, scrittore del I secolo con una certa credibilità. Nel suo De origine et situ Germanorum dice che i Galli erano un tempo più potenti dei Germani. In quel periodo gli Elvezi si trovavano sulla riva destra del Reno, a sud del Meno, assieme ai Boi che erano ancora più a sud, sul Danubio.
Sulla riva sinistra, al tempo di Tacito, i Treveri (Treviri) ed i Nervi vantavano una discendenza germanica, gli Ubi (Colonia) ne erano orgogliosi, ed i Vangioni, i Triboci ed i Nemeti erano di indubbie origini germaniche. Tacito non specifica se fossero veramente germanici o ne parlassero semplicemente la lingua, solo che amavano distinguersi dai codardi Galli. Apparentemente le tribù celtiche non abitavano più l'Agri Decumates (sponda destra del Reno) perché Tacito caratterizza la sua popolazione come ricca di canaglie ed avventurieri squattrinati.
I suoi Annales contengono una breve menzione dei Vangioni, in connessione alla cattura di bande di predoni Catti lungo il Reno settentrionale (Hesse) nel 50. I Catti erano convinti di poter mandare piccoli gruppi in Alsazia, che ai tempi era abitata da tribù celtiche e germaniche leali a Roma, protette dalle basi militari di Magonza e Worms. Il comandante romano Lucio Pomponio Secondo usò la cavalleria dei Vangioni e dei Nemeti, insieme a quella regolare romana, per attaccare i Catti durante la notte. Si dice che siano riusciti anche a liberare alcuni degli uomini di Varo, schiavizzati da 40 anni.
Nel suo Historiae Tacito descrive un anno di crisi, il 69, per il neonato impero, quando per la prima volta il sistema creato dalla dinastia giulio-claudia come soluzione alla guerra civile venne messo alla prova dal problema della successione. Nerone venne assassinato per liberare Roma dal suo pessimo comando. I Romani non concordavano sul nome del successore, coinvolgendo involontariamente le province nella disputa, con un risultato rovinoso.
In seguito alla morte di Vitellio, si estese lungo tutto il limes il dubbio sulla capacità dell'impero di continuare a garantire la pace e la legge. La mancanza di comunicazioni fece credere alle persone attestate lungo il Reno che l'impero fosse definitivamente caduto. Una rivolta coinvolse in modo graduale tutto il Reno, iniziata dai Batavi e dalle altre tribù dei Belgi tra i Germani, e dai Treveri e dai Lingoni tra i Celti (vedi Rivolta batava). Convinsero le legioni romane di Moguntiacum e di altre città ad arrendersi ad un governo gallico creato ad hoc, e stabilitosi a Treviri. Gli ultimi ad arrendersi furono i Vangioni, i Ceracati ed i Triboci.
Nel frattempo il governo di Roma si stabilizzò sotto a Vespasiano, che inviò otto legioni provenienti da varie parti dell'impero, guidate da Quinto Petilio Ceriale, a sedare la confusione sulla frontiera del Reno. Alla vista di Ceriale molte delle tribù che si erano arrese a Treviri decisero di disertare, trovando rifugio presso i Mediomatrici che, come sappiamo, erano rimasti al loro posto mantenendo la lealtà verso Roma. Le tre tribù belgiche che si trovavano tra loro, tra cui i Vangioni, seguirono la propria tradizione rinnovando l'alleanza con Roma.
Ceriale perdonò le tribù coinvolte, di qualsiasi nazionalità fossero. Moguntiacum venne rioccupata ed il potere restaurato. Le legioni che si erano arrese si nascosero nelle proprie tende non potendo guardare in faccia i propri compagni leali. Nel frattempo la Gallia aveva ripudiato Treviri quale centro di potere. Ceriale offrì a loro ed ai Batavi un trattato di pace che furono obbligati ad accettare. La frontiera venne rimessa in funzione, con l'eccezione che ora i Batavi avrebbero accettato una guarnigione di Romani sul loro territorio. A Ceriale, in seguito a questa operazione, venne elevato il rango, mentre Domiziano prendeva a Roma il posto di Vespasiano.

### Tolomeo
Tolomeo, scrivendo nel II secolo, cita brevemente i Vangioni nel suo elenco di città e di popoli. La Germania Inferiore va dai Batavi alla foce del Reno a Mocontiacum, o Magonza. Poco dopo si trova il fiume Obruncus o Obrincus, ancora non identificato ma si pensa che sia il Meno, e le città della Germania Superiore. Per i Vangioni vengono citate le città di Borbetomagus (Worms) e Argentoratum (Strasburgo). I Mediomatrices non vengono citati tra i Germani, ma appaiono a sud di Treviri. La città loro assegnata è Dividurum (Metz).

### Ammiano Marcellino

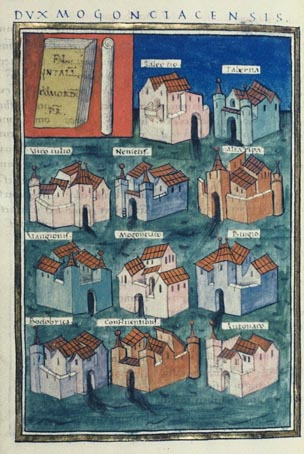
Le undici prefetture del Duca di Magonza nel Notitia dignitatum. Il Castellum Vangionis è il secondo dal basso nella colonna di sinistra

Ammiano Marcellino, soldato e storico del IV secolo (Res gestae divi Augusti), dopo aver detto che il Reno era stato in precedenza governato da due iurisdictiones, ne descrive della Prima Germania (Superiore) si trovavano i Mogontiacus (Magonza), i Vangioni (Worms), i Nemeti (Spira), gli Argentoratus (Strasburgo) ed "alia municipia". Metz e Treviri sono situate nella Prima Belgica.
Nell'anno 356 Ammiano registra i problemi dell'imperatore Giuliano con le tribù germaniche sulla frontiera del Reno. Nel 355 i Franchi distrussero Colonia (Agrippina), radendola al suolo, e gli Alemanni occuparono parte dell'Alsazia, isolandone le città senza occuparle. Viene fornito un elenco (con il caso accusativo), probabilmente includendo le "alia municipia" della "Prima Germania": Argentoratum (Strasburgo), Brotomagum (Brumath), Tabernas (Saverne), Salisonem (Selz), Nemetas (Spira), Vangionas (Worms) e Mogontiacum (Magonza). Nel 356 Giuliano venne in aiuto delle città, facendo fuggire gli Alemanni e rioccupando Colonia, obbligando i Franchi a sedersi ad un tavolo di pace. In inverno si rifugiò a Sens, venendo assediato dagli Alemanni che, però, si ritirarono prima della resa della città.

### Notitia dignitatum
Il Notitia dignitatum (V secolo) registra undici prefetture tutte facenti parte del dominio (sub dispositione...) del "Duca di Magonza" (Dux Mogontiacensis). Dal castellum Vangionis (caso locativo per Vangioni o Vangio) il Praefectus militum Secundae Flaviae, Vangiones (il prefetto di un distretto chiamato Secunda Flavia tra i Vangioni) governava una delle prefetture. L'intero dominio era formato da 11 prefetture dislocate nella valle del Reno e nell'Alsazia settentrionale.

## Evoluzioni tarde del nome
Si ascrive all'ascendenza dei Vangioni la famiglia Vagnone, stabilitasi contestualmente alla longobarda Teodolinda nella città capitale del Regno (Pavia). Da tale periodo risulta la conversione al Cattolicesimo decisa dalla regina, il titolo di "conti palatini" di cui i Vagnone hanno sempre goduto e la definizione di parentela agnatizia con la stessa Teodolinda.
Con un atto "mortis causa" di un Vagnone del IX secolo, il "Castrum" di Trofarello (provincia di Torino) viene ricevuto in eredità da un Vagnone. È il primo documento scritto che attesti la presenza della famiglia nel Piemonte, fatta risalire alla Tribù dei Vangioni dalla tradizione, che seguirà poi le vicende della nobiltà longobarda prima e piemontese poi nelle successive fasi storiche altomedievali.